# Kacha (Iran)
Kacha (farsi كچا) è un centro abitato dello shahrestān di Rasht, circoscrizione di Sangar, nella provincia di Gilan. 